# Iain Hume
Iain Edward Hume (Edimburgo, 30 ottobre 1983) è un allenatore di calcio ed ex calciatore canadese, di ruolo attaccante. Allenatore del Woodstock.

## Carriera

### Giocatore

#### Club
Ha iniziato la carriera nel Tranmere Rovers, dove ha giocato dal 1999 al 2005. Nella stagione 2005-2006 si è trasferito al Leicester City.

#### Nazionale
Ha partecipato ai Mondiali Under-20 del 2001 ed a quelli del 2003.
Ha giocato per la nazionale canadese. L'11 novembre 2022 annuncia ufficialmente il suo ritiro dal calcio giocato.

### Allenatore
Il 30 settembre 2020 diventa allenatore e direttore tecnico della squadra canadese del Woodstock.

## Statistiche

### Presenze e reti nei club
Statistiche aggiornate al 30 giugno 2017.
| Stagione                   | Squadra                    | Campionato                 | Campionato | Campionato | Coppe nazionali | Coppe nazionali | Coppe nazionali | Coppe continentali | Coppe continentali | Coppe continentali | Altre coppe | Altre coppe | Altre coppe | Totale | Totale |
| Stagione                   | Squadra                    | Comp                       | Pres       | Reti       | Comp            | Pres            | Reti            | Comp               | Pres               | Reti               | Comp        | Pres        | Reti        | Pres   | Reti   |
| -------------------------- | -------------------------- | -------------------------- | ---------- | ---------- | --------------- | --------------- | --------------- | ------------------ | ------------------ | ------------------ | ----------- | ----------- | ----------- | ------ | ------ |
| 2008-2009                  | Barnsley                   | FLC                        | 15         | 4          | FACup+CdL       | 0+1             | 0               | -                  | -                  | -                  | -           | -           | -           | 16     | 4      |
| 2009-2010                  | Barnsley                   | FLC                        | 35         | 5          | FACup+CdL       | 0+2             | 0               | -                  | -                  | -                  | -           | -           | -           | 37     | 5      |
| ago. 2010                  | Barnsley                   | FLC                        | 1          | 0          | FACup+CdL       | 0+1             | 0               | -                  | -                  | -                  | -           | -           | -           | 2      | 0      |
| Totale Barnsley            | Totale Barnsley            | Totale Barnsley            | 51         | 9          |                 | 4               | 0               |                    | -                  | -                  |             | -           | -           | 55     | 9      |
| ago. 2010-2011             | Preston N.E.               | FLC                        | 31         | 12         | FACup+CdL       | 0               | 0               | -                  | -                  | -                  | -           | -           | -           | 31     | 12     |
| 2011-2012                  | Preston N.E.               | FL1                        | 28         | 9          | FACup+CdL       | 0+1             | 1               | -                  | -                  | -                  | FLT         | 0           | 0           | 29     | 10     |
| 2012-2013                  | Doncaster                  | FL1                        | 33         | 6          | FACup+CdL       | 1+1             | 1+0             | -                  | -                  | -                  | FLT         | 1           | 0           | 36     | 7      |
| 2013-gen. 2014             | Preston N.E.               | FL1                        | 16         | 2          | FACup+CdL       | 2+2             | 0               | -                  | -                  | -                  | FLT         | 0           | 0           | 20     | 2      |
| Totale Preston N.E.        | Totale Preston N.E.        | Totale Preston N.E.        | 75         | 23         |                 | 5               | 1               |                    | -                  | -                  |             | 0           | 0           | 80     | 24     |
| gen.-giu. 2014             | Fleetwood Town             | FL2                        | 8+3        | 1          | FACup+CdL       | -               | -               | -                  | -                  | -                  | FLT         | -           | -           | 11     | 1      |
| 2014                       | Kerala Blasters            | ISL                        | 13+3       | 4+1        | -               | -               | -               | -                  | -                  | -                  | -           | -           | -           | 16     | 5      |
| gen.-giu. 2015             | Tranmere                   | FL2                        | 12         | 0          | FACup+CdL       | -               | -               | -                  | -                  | -                  | FLT         | -           | -           | 12     | 0      |
| 2015                       | Atlético de Kolkata        | ISL                        | 14+2       | 10+1       | -               | -               | -               | -                  | -                  | -                  | -           | -           | -           | 16     | 11     |
| feb.-giu. 2016             | Ponferradina               | SD                         | 7          | 0          | CR              | -               | -               | -                  | -                  | -                  | -           | -           | -           | 7      | 0      |
| 2016                       | Atlético de Kolkata        | ISL                        | 12+2       | 5+2        | -               | -               | -               | -                  | -                  | -                  | -           | -           | -           | 14     | 7      |
| Totale Atlético de Kolkata | Totale Atlético de Kolkata | Totale Atlético de Kolkata | 26+4       | 15+3       |                 | -               | -               |                    | -                  | -                  |             | -           | -           | 30     | 18     |
| gen.-giu. 2017             | Extremadura                | SDB                        | 10         | 1          | CR              | -               | -               | -                  | -                  | -                  | -           | -           | -           | 10     | 1      |
| 2017-2018                  | Kerala Blasters            | ISL                        | 12         | 5          | -               | -               | -               | -                  | -                  | -                  | -           | -           | -           | 12     | 5      |
| Totale Kerala Blasters     | Totale Kerala Blasters     | Totale Kerala Blasters     | 25+3       | 9+1        |                 | -               | -               |                    | -                  | -                  |             | -           | -           | 28     | 10     |
| 2018-2019                  | Pune City                  | ISL                        | 10         | 0          | SC              | 1               | 0               | -                  | -                  | -                  | -           | -           | -           | 11     | 0      |
| Totale carriera            | Totale carriera            | Totale carriera            | 267        | 68         |                 | 12              | 2               |                    | -                  | -                  |             | 1           | 0           | 280    | 70     |

### Cronologia presenze e reti in nazionale
| Cronologia completa delle presenze e delle reti in nazionale ― Canada | Cronologia completa delle presenze e delle reti in nazionale ― Canada | Cronologia completa delle presenze e delle reti in nazionale ― Canada | Cronologia completa delle presenze e delle reti in nazionale ― Canada | Cronologia completa delle presenze e delle reti in nazionale ― Canada | Cronologia completa delle presenze e delle reti in nazionale ― Canada | Cronologia completa delle presenze e delle reti in nazionale ― Canada | Cronologia completa delle presenze e delle reti in nazionale ― Canada |
| Data                                                                  | Città                                                                 | In casa                                                               | Risultato                                                             | Ospiti                                                                | Competizione                                                          | Reti                                                                  | Note                                                                  |
| --------------------------------------------------------------------- | --------------------------------------------------------------------- | --------------------------------------------------------------------- | --------------------------------------------------------------------- | --------------------------------------------------------------------- | --------------------------------------------------------------------- | --------------------------------------------------------------------- | --------------------------------------------------------------------- |
| 12-2-2003                                                             | Tripoli                                                               | Libia                                                                 | 2 – 4                                                                 | Canada                                                                | Amichevole                                                            | -                                                                     | 65’                                                                   |
| 14-7-2003                                                             | Foxborough                                                            | Canada                                                                | 0 – 2                                                                 | Cuba                                                                  | Gold Cup 2003 - 1º turno                                              | -                                                                     | 46’                                                                   |
| 11-10-2003                                                            | Tampere                                                               | Finlandia                                                             | 3 – 2                                                                 | Canada                                                                | Amichevole                                                            | -                                                                     | 70’                                                                   |
| 30-5-2004                                                             | Wrexham                                                               | Galles                                                                | 1 – 0                                                                 | Canada                                                                | Amichevole                                                            | -                                                                     | 79’                                                                   |
| 13-6-2004                                                             | Kingston                                                              | Canada                                                                | 4 – 0                                                                 | Belize                                                                | Qual. Mondiali 2006                                                   | -                                                                     | 65’                                                                   |
| 16-6-2004                                                             | Kingston                                                              | Canada                                                                | 4 – 0                                                                 | Belize                                                                | Qual. Mondiali 2006                                                   | -                                                                     | 46’ 54’, 84’                                                          |
| 4-9-2004                                                              | Edmonton                                                              | Canada                                                                | 1 – 1                                                                 | Honduras                                                              | Qual. Mondiali 2006                                                   | -                                                                     |                                                                       |
| 8-9-2004                                                              | San Juan de Tibás                                                     | Costa Rica                                                            | 1 – 0                                                                 | Canada                                                                | Qual. Mondiali 2006                                                   | -                                                                     | 62’                                                                   |
| 9-10-2004                                                             | San Pedro Sula                                                        | Honduras                                                              | 1 – 1                                                                 | Canada                                                                | Qual. Mondiali 2006                                                   | -                                                                     | 65’                                                                   |
| 13-10-2004                                                            | Burnaby                                                               | Canada                                                                | 1 – 3                                                                 | Costa Rica                                                            | Qual. Mondiali 2006                                                   | -                                                                     | 58’                                                                   |
| 9-2-2005                                                              | Belfast                                                               | Irlanda del Nord                                                      | 0 – 1                                                                 | Canada                                                                | Amichevole                                                            | -                                                                     | 87’                                                                   |
| 2-7-2005                                                              | Atlanta                                                               | Canada                                                                | 1 – 2                                                                 | Honduras                                                              | Amichevole                                                            | -                                                                     | 58’                                                                   |
| 7-7-2005                                                              | Seattle                                                               | Canada                                                                | 0 – 1                                                                 | Costa Rica                                                            | Gold Cup 2005 - 1º turno                                              | -                                                                     | 70’                                                                   |
| 16-11-2005                                                            | Hesperange                                                            | Lussemburgo                                                           | 0 – 1                                                                 | Canada                                                                | Amichevole                                                            | 1                                                                     |                                                                       |
| 4-9-2006                                                              | Montréal                                                              | Canada                                                                | 1 – 0                                                                 | Giamaica                                                              | Amichevole                                                            | -                                                                     | 87’                                                                   |
| 15-11-2006                                                            | Székesfehérvár                                                        | Ungheria                                                              | 1 – 0                                                                 | Canada                                                                | Amichevole                                                            | -                                                                     | 60’ 86’                                                               |
| 9-6-2007                                                              | Miami                                                                 | Canada                                                                | 1 – 2                                                                 | Guadalupa                                                             | Gold Cup 2007 - 1º turno                                              | -                                                                     | 65’                                                                   |
| 16-6-2007                                                             | Foxborough                                                            | Guatemala                                                             | 0 – 3                                                                 | Canada                                                                | Gold Cup 2007 - Quarti di finale                                      | -                                                                     | 67’                                                                   |
| 21-6-2007                                                             | Chicago                                                               | Stati Uniti                                                           | 2 – 1                                                                 | Canada                                                                | Gold Cup 2007 - Semifinale                                            | 1                                                                     | 63’                                                                   |
| 22-8-2007                                                             | Reykjavík                                                             | Islanda                                                               | 1 – 1                                                                 | Canada                                                                | Amichevole                                                            | -                                                                     | 60’                                                                   |
| 12-9-2007                                                             | Toronto                                                               | Canada                                                                | 1 – 1                                                                 | Costa Rica                                                            | Amichevole                                                            | -                                                                     | 57’                                                                   |
| 20-11-2007                                                            | Durban                                                                | Sudafrica                                                             | 2 – 0                                                                 | Canada                                                                | Amichevole                                                            | -                                                                     | 61’                                                                   |
| 20-8-2008                                                             | Toronto                                                               | Canada                                                                | 1 – 1                                                                 | Giamaica                                                              | Qual. Mondiali 2010                                                   | -                                                                     | 65’                                                                   |
| 6-9-2008                                                              | Montréal                                                              | Canada                                                                | 1 – 2                                                                 | Honduras                                                              | Qual. Mondiali 2010                                                   | -                                                                     | 83’                                                                   |
| 10-9-2008                                                             | Tuxtla Gutiérrez                                                      | Messico                                                               | 2 – 1                                                                 | Canada                                                                | Qual. Mondiali 2010                                                   | -                                                                     | 62’                                                                   |
| 11-10-2008                                                            | San Pedro Sula                                                        | Honduras                                                              | 3 – 1                                                                 | Canada                                                                | Qual. Mondiali 2010                                                   | -                                                                     | 46’ 2’                                                                |
| 14-11-2009                                                            | Strumica                                                              | Macedonia                                                             | 3 – 0                                                                 | Canada                                                                | Amichevole                                                            | -                                                                     | 64’                                                                   |
| 18-11-2009                                                            | Bydgoszcz                                                             | Polonia                                                               | 1 – 0                                                                 | Canada                                                                | Amichevole                                                            | -                                                                     | 84’                                                                   |
| 4-9-2010                                                              | Toronto                                                               | Canada                                                                | 0 – 2                                                                 | Perù                                                                  | Amichevole                                                            | -                                                                     | 62’                                                                   |
| 2-9-2011                                                              | Vancouver                                                             | Canada                                                                | 4 – 1                                                                 | Saint Lucia                                                           | Qual. Mondiali 2014                                                   | -                                                                     | 82’                                                                   |
| 6-9-2011                                                              | Bayamón                                                               | Porto Rico                                                            | 0 – 3                                                                 | Canada                                                                | Qual. Mondiali 2014                                                   | 1                                                                     |                                                                       |
| 7-10-2011                                                             | Gros Islet                                                            | Saint Lucia                                                           | 0 – 7                                                                 | Canada                                                                | Qual. Mondiali 2014                                                   | 2                                                                     |                                                                       |
| 11-10-2011                                                            | Toronto                                                               | Canada                                                                | 0 – 0                                                                 | Porto Rico                                                            | Qual. Mondiali 2014                                                   | -                                                                     | 34’                                                                   |
| 29-2-2012                                                             | Limassol                                                              | Armenia                                                               | 3 – 1                                                                 | Canada                                                                | Amichevole                                                            | -                                                                     | 61’                                                                   |
| 3-6-2012                                                              | Toronto                                                               | Canada                                                                | 0 – 0                                                                 | Stati Uniti                                                           | Amichevole                                                            | -                                                                     | 86’                                                                   |
| 12-6-2012                                                             | Toronto                                                               | Canada                                                                | 0 – 0                                                                 | Honduras                                                              | Qual. Mondiali 2014                                                   | -                                                                     | 84’                                                                   |
| 12-10-2012                                                            | Toronto                                                               | Canada                                                                | 3 – 0                                                                 | Cuba                                                                  | Qual. Mondiali 2014                                                   | -                                                                     | 86’                                                                   |
| 16-10-2012                                                            | San Pedro Sula                                                        | Honduras                                                              | 8 – 1                                                                 | Canada                                                                | Qual. Mondiali 2014                                                   | 1                                                                     |                                                                       |
| 15-10-2013                                                            | Londra                                                                | Canada                                                                | 0 – 3                                                                 | Australia                                                             | Amichevole                                                            | -                                                                     | 46’                                                                   |
| 16-1-2015                                                             | Orlando                                                               | Canada                                                                | 1 – 2                                                                 | Islanda                                                               | Amichevole                                                            | -                                                                     | 46’                                                                   |
| 19-1-2015                                                             | Orlando                                                               | Canada                                                                | 1 – 1                                                                 | Islanda                                                               | Amichevole                                                            | -                                                                     | 58’                                                                   |
| 5-2-2016                                                              | Carson                                                                | Stati Uniti                                                           | 1 – 0                                                                 | Canada                                                                | Amichevole                                                            | -                                                                     | 72’                                                                   |
| 7-6-2016                                                              | Bad Waltersdorf                                                       | Canada                                                                | 2 – 1                                                                 | Uzbekistan                                                            | Amichevole                                                            | -                                                                     | 69’                                                                   |
| Totale                                                                |                                                                       | Presenze                                                              | 43                                                                    |                                                                       | Reti                                                                  | 6                                                                     |                                                                       |

## Palmarès

### Club
- Football League One: 1

Doncaster: 2012-2013
- Indian Super League: 1

Atlético de Kolkata: 2016

### Individuale
- Indian Super League Hero of the League: 1

Kerala Blasters: 2014